# Collingbourne Ducis
Collingbourne Ducis est un village et une paroisse civile du Wiltshire, en Angleterre. Il est situé dans l'est du comté, à 16 km au sud de la ville de Marlborough, sur la rivière Bourne. Au recensement de 2011, il comptait 957 habitants.

## Étymologie
Collingbourne provient vraisemblablement du vieil anglais burna « ruisseau », avec le suffixe -inga permettant de désigner la famille ou la tribu de l'individu au nom duquel il est suffixé, ici un certain *Col ou Cola ; d'où « le ruisseau de la famille / tribu de *Col / Cola ». Ce nom est attesté sous la forme Colingeburne dans le Domesday Book, à la fin du XIe siècle. Ducis, qui indique que le domaine a appartenu à un moment donné de son histoire au duc de Lancastre, est un ajout ultérieur permettant de distinguer ce village de son voisin Collingbourne Kingston, une propriété de la couronne anglaise.